# Jehan d'Orgeix
Pour les articles homonymes, voir Géant Vert.
Jehan de Thonel d'Orgeix, fils de Jean d'Orgeix, est un pilote de vitesse moto en Endurance, né le 30 avril 1965 à Nice, surnommé, dans sa discipline, le "Géant Vert".

## Palmarès
- 1990
  - 2e de la Coupe Kawasaki sur KR-1S 250 Kawasaki
- 1992
  - Vainqueur en équipe avec Terry Rymer et Carl Fogarty des 24 heures de Spa au sein de Team Kawasaki France (TKF)
  - 2e en équipe au Bol d'or
- 1995
  -  Champion de France Supersport
  - Vainqueur en équipe avec Jean-Louis Battistini et Terry Rymer du Bol d'or au sein de Team Kawasaki France (TKF)
- 1996
  - Vainqueur en équipe avec Pier-Giorgio Bontempi et Brian Morrisson des 24 heures du Mans moto au sein de Team Kawasaki France[3]
- 1997
  -  Champion de France Supersport[4]
  - Vainqueur en équipe avec Brian Morrisson et Terry Rymer du Bol d'or au sein de Team Kawasaki France (TKF)
- 1998
  -  Champion de France Supersport[4]
- 1999
  -  Champion du monde d'Endurance ex aequo avec son coéquipier Terry Rymer au sein de Suzuki Endurance Racing Team (SERT)
  -  Champion de France Supebike[4]
  - Vainqueur en équipe avec Terry Rymer et Christian Lavieille du Bol d'or au sein de Suzuki Endurance Racing Team (SERT)[5]
- 2002
  - 4e du Bol d'or
- 2006
  - 2e au MOTO TOUR
- 2007'
  - 2e au MOTO TOUR
  -  Champion du monde des rallyes, moto
  - 4e championnat de France Supersport